# 449 a.C.

## Eventos
- Pedieus, arconte de Atenas,[1] no terceiro ano da 82a olimpíada.
- Fim do Segundo Decenvirato em Roma e restauração das eleições consulares depois da segunda secessão da plebe.
- Marco Horácio Barbato e Lúcio Valério Potito, cônsules romanos.
- Cimon, senhor dos mares, sitia Salamina do Chipre.[2]
- Artaxerxes I envia Artabazo e Megabizo como embaixadores a Atenas, para negociar a paz; Cálias, filho de Hipônico, conduz as negociações do lado ateniense.[3] O acordo ficou conhecido como a Paz de Cálias. As forças atenienses se retiram de Chipre.[4]

### Ocidente
- Guerra sagrada entre Esparta e Atenas pelo controlo do oráculo de Delfos (até 448).

## Mortes
- Cimon, estadista e estratego ateniense, enquanto sitiava Salamina do Chipre.[4]